# Carraro (azienda)
Carraro S.p.A. è una holding, con sede principale a Campodarsego (Padova), che coordina un gruppo industriale che produce principalmente sistemi per la trasmissione di potenza, con sedi produttive in Italia, India, Argentina e Cina.

## Storia

### Origini
L'azienda venne fondata nel 1932 da Giovanni Carraro, come produttrice regionale di seminatrici per l'agricoltura. Negli anni cinquanta l'azienda comincia a realizzare trattori completi e negli anni sessanta nasce il primo trattore Carraro, con il marchio "Tre Cavallini".
Tra gli anni settanta e gli anni ottanta vengono sviluppate le attività di core business. La crisi della meccanizzazione agricola degli anni '70 porta l'azienda, guidata all'epoca da Mario Carraro, figlio di Giovanni, a diversificare la produzione e a concentrarsi sui sistemi di trasmissione, piuttosto che sul trattore completo.
A partire dal 1973, la società amplia e sviluppa le attività della divisione "assali e trasmissioni", è uno dei pochi produttori specializzati nella progettazione e costruzione di assali e trasmissioni per trattori agricoli e macchine movimento terra. Nel corso degli anni successivi le attività legate a questa divisione diventano il core business della società, diventando leader mondiale nella produzione di assali per veicoli su strada e fuoristrada (trattori agricoli, ecc.).
Accordi con altri produttori
Dopo la IIª guerra mondiale 
ci fu un fiorire, in Italia, di artigiani che si misero a produrre (anche recuperando metalli dai rottami) trattori, soprattutto a cingoli, allora molto richiesti anche per il pessimo stato delle strade. Nel ravennate, Vincenzo Gallamini originario di Fusignano, fondò a Funo nel 1959 la ITMA (Industria Trattori Macchine Agricole) specializzata in piccoli cingolati. Per rimediare alla scarsa capacità produttiva si fece fornire motori dalla Hanomag e dopo dalla Same. In seguito si rivolgerà alla VM. Fornì trattori alla Carraro (poi ribattezzati Lander) che a sua volta la cedette (1990) alla Goldoni che continuò a produrre questi trattori con il proprio marchio.

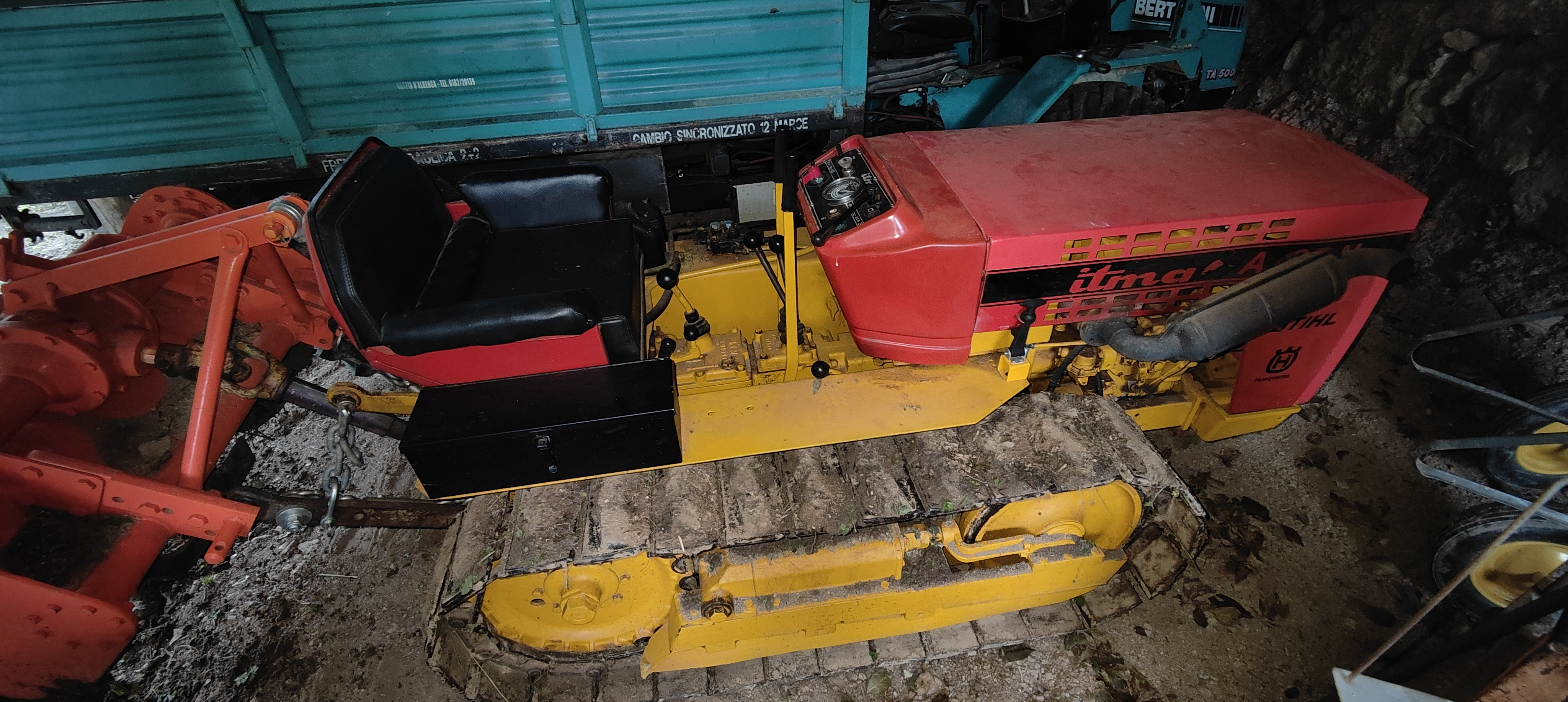
Trattore cingolato ITMA A35N (1988), 1432cc., 35 CV, motore VM, cambio a 3 velocità + riduttore (totale 6 rapporti) in collaborazione con Carraro prima della cessione alla Goldoni

A partire dalla metà degli anni ottanta la Carraro inizia a decentrare le produzioni accessorie, attraverso l'acquisizione e la costituzione di società specializzate. Si costituisce così il gruppo Carraro.

### Sviluppo internazionale e in Borsa
Negli anni novanta la Carraro apre sedi produttive nei paesi dell'attuale area BRIC. Nel 1994 chiude il bilancio con 300 miliardi di fatturato. Nel 1995 arriverà a ben 440 miliardi.
Il 27 dicembre 1995, la holding Carraro S.p.A. si quota alla Borsa Italiana con un'offerta globale di 15.000.000 di azioni (pari al 35,7% del capitale sociale), collocate attraverso un'offerta pubblica di sottoscrizione e vendita in Italia e tramite un collocamento privato ed investitori professionali italiani ed esteri.
Nel 1997 Carraro sigla in India un accordo di joint venture al 51% con uno dei principali gruppi industriali indiani, Escorts Ltd. Nel 1998, viene posata la prima pietra dello stabilimento di "Carraro India Ltd", a Pune, che inizia ufficialmente la produzione nel 1999. Il gruppo sigla ulteriori accordi di joint venture, e avvia insediamenti produttivi in Polonia, Stati Uniti d'America, Argentina e Germania.
A partire dal 2001 ha inizio un processo di ristrutturazione interna del gruppo, finalizzato ad una semplificazione della struttura organizzativa e all'ottimizzazione dei costi di gestione, grazie alla fusione per incorporazione delle sei società operative e esistenti in Italia in due società, "Carraro S.p.A." e "SIAP S.p.A.", specializzate rispettivamente nella produzione di sistemi integrati di trasmissione e nella produzione di ingranaggi.
Nel 2005 viene inaugurato a Pune il secondo stabilimento produttivo di Carraro in India, specializzato nella produzione di ingranaggi e componenti, e viene creato "Carraro Qingdao", il primo presidio del gruppo in Cina.
Nel corso del 2006 Carraro amplia ulteriormente le attività in India, prima con l'acquisizione della totalità del capitale di Carraro India e successivamente con la creazione a Pune di un nuovo centro di ricerca ("Carraro Technologies India"), dedicato ad attività di ricerca e progettazione di nuovi prodotti.
Nel maggio 2006 viene acquisita la "Elettronica Santerno", società specializzata nella progettazione e produzione di sistemi per l'elettronica di potenza, l'automazione e la conversione di energia. Lo scopo è quello di integrare i sistemi di trasmissione con l'elettronica. È inoltre possibile entrare nel mercato degli inverter per il fotovoltaico e per generatori eolici, in forte sviluppo.
Il 17 ottobre 2007 è stato inaugurato a Qingdao il nuovo stabilimento di "Carraro China", con un'area complessiva di 23.000 metri quadrati. Lo stabilimento è destinato alla produzione di sistemi di trasmissione per applicazioni stazionarie (quali scale mobili), trasmissioni integrate per carrelli elevatori e material handling, assali per trattori e macchine movimento terra.
A fronte della crisi economica a partire dall'ultimo trimestre 2008, il gruppo Carraro ha sviluppato il "progetto "Carraro 2.0", un piano triennale a supporto della fase di turnaround. Alla fine del 2016 il 51% dell'Elettronica Santerno sarà ceduto a Enertronica.
Il 19 dicembre 2018 Carraro diventa azionista di Enertronica con una partecipazione pari al 27,86%, conferendo il 49% di Elettronica Santerno in Enertronica tramite aumento di capitale con esclusione del diritto di opzione da 4,1 milioni.
Nel 2021 l'azionista di maggioranza di Carraro indice un'offerta pubblica di acquisto con l'obiettivo di revocare la quotazione in Borsa. Con il successo dell'opa, il titolo Carraro non è più quotato a partire dal 6 agosto 2021.

### Nuovi soci
Nel 2015, in seguito ad un aumento di capitale di 34 milioni, entra in azienda con il 19% un socio italo-brasiliano: la signora Julia Dora Koranyi, appartenente a una famiglia brasiliana attiva nella finanza e nell'industria dove detiene il gruppo Cinpal e moglie di Riccardo Arduini, originario di Peschiera del Garda e passaporto italiano. Tra la Finaid, finanziaria della famiglia Carraro e guidata da Mario Carraro, e la signora Korany Arduini viene siglato un patto parasociale sciolto nel marzo 2017. Nel giugno 2017, in occasione di un altro aumento di capitale, la partecipazione Korany Arduini è aumentata sino al 24%.

## Produzione
Carraro S.p.A. comprende due distinte aree di business, con linee di prodotto differenziate ed ambiti applicativi distinti:
- "Drivelines": progetta, produce e commercializza assali, trasmissioni, ingranaggi e componenti principalmente destinati a macchine movimento terra e trattori.
- "Vehicles": progetta e produce trattori speciali per conto terzi (John Deere, Massey Ferguson, Claas) ed a marchio “Carraro - Tre Cavallini".

### Area Drivelines
Produce: 
- assali rigidi e sterzanti, tradizionali e a sospensioni;
- trasmissioni meccaniche semi-automatiche e automatiche, sia a connessione diretta motore che a trazione idrostatica;
- assali integrati con motore elettrico;
- ingranaggi di acciaio di media e grande taglia.

I prodotti trovano applicazione su terne, pale, carrelli telescopici, escavatori gommati, compattatori ed altre applicazioni speciali. 
Ogni sistema prevede la combinazione di assali traenti e trasmissioni meccaniche, semi-automatiche ed automatiche, idrostatiche o idrauliche. La gestione dei drivetrain è controllata da sistemi ECU (Electronic Control Unit).
Carraro si occupa anche di componentistica di piccola taglia per macchine movimento terra, come ingranaggi per gruppi riduttori e pignoni di uscita e gruppi riduttori epicicloidali completi. Sviluppa inoltre sistemi di trasmissione (driveline) per trattori da 55 ad oltre 300 cavalli, realizza coppia coniche, componentistica per gruppi epicicloidali e differenziali, gruppi frizione, ingranaggi e alberi per trasmissioni; progetta e sviluppa sistemi integrati trasmissione-motore (powertrain) per applicazioni dell'ambito della movimentazione dei materiali, con motore endotermico o elettrico. Questi sistemi trovano applicazione su carrelli controbilanciati, veicoli aeroportuali, transpallet e carrelli elettrici a 3 o 4 ruote. I sistemi integrano al proprio interno meccanica, idraulica, elettronica e - quando necessario - la trazione elettrica.
La gamma di prodotti è destinata ad applicazioni off-highway (macchine agricole e movimento terra) e material handling (carrelli elevatori ed altre macchine da magazzino) e all'automotive. Carraro progetta e realizza anche diverse tipologie di prodotto per particolari nicchie applicative e di componentistica, come ingranaggi ad alta precisione ed alberi per trasmissioni idrodinamiche ed elettriche per applicazioni speciali, che vanno dalle scale mobili agli impianti industriali, dalla robotica alle applicazioni ferroviarie.

### Area Vehicles
Agritalia è l'area di business del gruppo Carraro specializzata nella progettazione e produzione di trattori speciali - per vigneto, frutteto e standard - per i principali costruttori mondiali di macchine agricole e per il proprio marchio storico "Tre Cavallini". La sede principale è a Rovigo.
Nel 1987, un accordo siglato con "Renault Agriculture" prevede che a Rovigo vengano prodotti anche trattori a marchio Renault. Alla fine degli anni novanta vengono siglati contratti commerciali con l'americana John Deere e la finlandese Valtra. Nel 2005 si aggiunge come partner anche Claas e nel 2006 Massey Ferguson si affida ad Agritalia per lo sviluppo, l'engineering e la produzione dei propri trattori.
Nel 2010 viene rilanciato il nuovo trattore a marchio Carraro, serie "Agricube", che era stato creato negli anni sessanta.

## Museo del trattore
Nel 2014 viene inaugurato presso lo stabilimento di Carraro Agritalia il Museo del trattore, dedicato ad Oscar Carraro. Tra i materiali esposti:
- un'autoseminatrice C18, il primo veicolo Carraro ad assumere la forma di trattore (prodotto a partire dal 1957, in più di mille esemplari);
- il trattore 230, il primo a quattro ruote motrici, del 1964;
- il trattore 354, uno dei primi veicoli con le caratteristiche di un trattore moderno;
- un trattore modello C23, del 1959, concepito per essere utilizzato in campo aperto, sia in una versione stretta che larga, prodotto in oltre 4500 esemplari fino al 1964;
- un trattore cingolato modello 555, del 1969, concepito per operare in condizioni estreme quali spazi ridotti per le manovre o pendii impervi.